# NGC 5561
NGC 5561 (również PGC 2800986) – galaktyka spiralna (Sb), znajdująca się w gwiazdozbiorze Wielkiej Niedźwiedzicy. Odkrył ją Lewis A. Swift 11 maja 1885 roku. Jest zaliczana do radiogalaktyk.